# Highweek
Highweek – osada w Anglii, w Devon, w dystrykcie Teignbridge. W 1951 roku civil parish liczyła 5626 mieszkańców.